# Гелин
Гелин (турски: млада) је врста женског духа који се може видети у у сиротињским подручјима и повезан са неком локалном легендом о трагедији. Многима од њих заједничка је тема губитка или издаје мужа или вереника. Често се повезују са индивидуалном породичном линијом или се каже да су претече смрти, слично као и банши. У Турској, гелин је био дух девојке или младе жене која је насилно умрла, обично младе жене које су извршиле самоубиство јер су их оставили њихови љубавници, или неудате жене које су биле трудне.